# Vermutung von Falconer
In der Mathematik ist die Vermutung von Falconer eine 1985 von Kenneth J. Falconer aufgestellte Vermutung, die beantworten soll, wie groß die Dimension einer Menge sein muss, damit die Menge ihrer Abstände positives Volumen hat. Sie verallgemeinert den Satz von Steinhaus. 
Die Vermutung von Falconer besagt, dass für eine kompakte Menge {\displaystyle E\subset \mathbb {R} ^{d}} der Hausdorff-Dimension größer als {\displaystyle {\frac {d}{2}}} die Menge 
{\displaystyle \Delta (E)=\left\{\vert x-y\vert \colon x,y\in E\right\}}
positives Lebesgue-Maß hat.

## Optimalität
Sei {\displaystyle P_{q}=\mathbb {Z} ^{d}\cap \left[0,q\right]^{d}}. Dann ist {\displaystyle \sharp P_{q}\sim q^{d}}, während die Anzahl {\displaystyle \sharp \Delta (P_{q})} durch die Anzahl der Werte von {\displaystyle x_{1}^{2}+\ldots +x_{q}^{2}} mit {\displaystyle x_{1},\ldots ,x_{d}\in \left[0,q\right]} beschränkt ist, also durch {\displaystyle dq^{2}}. Es folgt {\displaystyle \sharp \Delta (P_{q})\leq d(\sharp P_{q})^{\frac {d}{2}}}. 
Sei {\displaystyle q_{i}=2^{i!}} und {\displaystyle E_{i}^{s}} für {\displaystyle s\in \left({\frac {d}{2}},d\right)} die {\displaystyle q_{i}^{-{\frac {d}{2}}}}-Umgebung von {\displaystyle {\frac {1}{q_{i}}}P_{q_{i}}}, sowie {\displaystyle E_{s}=\cap _{i}E_{i}^{s}}. Die Hausdorff-Dimension von {\displaystyle E^{s}} ist {\displaystyle s}, andererseits ist das Lebesgue-Maß von {\displaystyle \Delta (E_{i}^{s})} höchstens {\displaystyle Cq_{i}\sharp \Delta (P_{q_{i}})\leq C^{\prime }q_{i}^{2-{\frac {d}{s}}}}, kann für {\displaystyle s<{\frac {d}{2}}} also Null werden. 
Der Exponent {\displaystyle {\frac {d}{2}}} in der Vermutung von Falconer lässt sich also nicht verbessern.